# Aricia ukrainica
Aricia ukrainica är en fjärilsart som beskrevs av Obraztsov 1935. Aricia ukrainica ingår i släktet Aricia och familjen juvelvingar. Inga underarter finns listade i Catalogue of Life.